# Animomyia statuta
Animomyia statuta là một loài bướm đêm trong họ Geometridae.